# Agência Federal de Transporte Aéreo
A Agência Federal de Transporte Aéreo (em russo: Федеральное агентство воздушного транспорта - Federalnoye agentstvo vozdushnogo transporta, FAVT), também conhecida como Rosaviatsiya (em russo: Росавиация), é a autoridade de aviação civil da Federação Russa, responsável pela supervisão do setor de aviação civil em toda a Rússia e águas internacionais circundantes, abrangendo cerca de 14 regiões de informação de voo. Sua sede está localizada em Moscou.
A Agência Federal de Transporte Aéreo trabalha regularmente em conjunto com o Comitê Interestadual de Aviação em investigações de acidentes e incidentes aéreos. Também é chamada de Administração da Aviação Civil da Federação Russa (AACFR).

## História
A Agência Federal de Transporte Aéreo foi criada em 2004 pelo presidente russo Vladimir Putin. Agência recebeu diversas funções do extinto Ministério dos Transportes da Federação Russa.
Um ataque cibernético contra a Rosaviatsia por hackers foi desencadeado no final de março de 2022, após a invasão russa da Ucrânia. O efeito foi uma enorme interrupção e a agência russa afirmou que voltou a utilizar registros em papel após o ataque. Devido a limitações orçamentárias, a Rosaviatsia não tinha um bom backup dos dados hackeados.

## Liderança
O chefe da Agência Federal de Transporte Aéreo é nomeado e demitido pelo governo da Federação Russa. Na sua criação, o chefe era Nikolay Vladimirovich Shipil. Desde setembro de 2022, Dmitry Yadorov está à frente da Agência.

## Atribuições
As principais funções da Agência Federal de Transporte Aéreo são:
- organização da execução dos programas federais específicos e do programa federal de investimentos específicos;
- prestação de serviços públicos de importância pública em condições estabelecidas pela legislação federal a um número indefinido de pessoas, incluindo para os fins de: implementação de um pacote de medidas para organizar a fiscalização de voos internacionais e domésticos; implementação de um conjunto de medidas destinadas a garantir a segurança das instalações e veículos da infraestrutura de transporte contra atos de interferência ilegal;
- publicação de atos jurídicos individuais com base e em conformidade com a Constituição da Federação Russa, leis constitucionais federais, leis federais, atos e instruções do Presidente da Federação Russa, do Governo da Federação Russa e do Ministério dos Transportes da Federação Russa;
- que rege o Sistema Unificado de Gestão do Tráfego Aéreo da Federação Russa.

## Links externos
- (em russo) Federal Air Transport Agency Arquivado em 2017-08-06 no Wayback Machine